# Goodie Mob
I Goodie Mob sono un gruppo musicale hip hop statunitense formatosi nel 1991 ad Atlanta.

## Formazione
- Big Gipp
- Khujo
- T-Mo
- Cee-Lo

## Discografia
Album in studio
- 1995 – Soul Food
- 1998 – Still Standing
- 1999 – World Party
- 2004 – One Monkey Don't Stop No Show
- 2013 – Age Against the Machine
- 2020 – Survival Kit

Raccolte
- 2003 – Dirty South Classics